# Alfredo Rodríguez
Alfredo Rodríguez (Havanna, 1985. október 7. –), 2014-ben Grammy-díjra jelölt kubai dzsesszzongosista.

## Pályakép
Szakírók szerint Bill Evans, Kenny Werner, Fred Hersch, Thelonious Monk, Keith Jarrett hatása is megmutatkozik játékában, a kubai örökségről már nem is beszélve.
Tizenketted magával mint fiatal tehetség volt meghívva 2006-ban a  montreux-i Jazz Fesztiválra. Ekkor figyelt fel rá Quincy Jones.
Fellépett fel a Detroit Jazz Fesztiválon, a Monterey Jazz Fesztiválon, a Newport Jazz Fesztiválon, a hollandiai North Sea Jazz Festivalon, Umbria Jazz Festivalon, a Montreux Jazz Festivalon (Svájc), a Mundo Latino Festivalon (Brazília).
Játszott Wayne Shorterrel, Herbie Hancockkal, Patti Austinnal, McCoy Tynerrel, Richard Bonaval.

## Lemezek
- 2012: Sounds of Space
- 2014: The Invasion Parade
- 2016: Tocororo
- 2018: The Little Dream
- 2019: Duologue with Pedrito Martínez
- 2023: Coral Way